# 時雨沢恵一
時雨沢 恵一（しぐさわ けいいち、1972年〈昭和47年〉 - ）は、日本の男性ライトノベル作家。神奈川県出身。魚座のA型。
2000年に第6回電撃ゲーム小説大賞で最終候補作に残った『キノの旅』が「電撃hp」に掲載され、ライトノベル作家としてデビューした。その後、電撃文庫でシリーズ化され人気を集めた。2016年8月時点で関連書籍の累計部数は1090万部を記録している。

## 経歴
もともと小説家には憧れていたが夢のような話だと思っていたので、投稿などはせずに大学を卒業した。その後、就職活動を1年間するが全く成果がなく、金銭面などからむしゃくしゃしていたところ、たまたまライトノベル作品の募集記事を見つけ（電撃文庫の『ブギーポップは笑わない』にも触発されたこともあり）、10年以上前から考えていた『キノの旅』の原型となる短編を執筆、これをいくつか連ねて長編として投稿する。
この作品が編集の目にとまりデビューした。当初は別の仕事もなく、生活も苦しかったので一人部屋にこもりっきりで1巻で描けなかったエピソードを執筆してはすぐ編集に送っていた。それから3か月後に続編の刊行が決まり、人気が出たのでそのままシリーズ化する。
バイク好き・ガンマニア・軍事マニア。アメリカ留学経験もあり、拳銃（SIG SAUER P226）を実際に所有していた。また、カラオケで歌うのはアニメソング中心というほどのアニメや漫画、ゲーム好きで、本人曰く、「最も長い趣味」。
ペンネームの由来は『時雨沢』が銃器ブランドのSIG SAUER（シグザウエル、シグザウアー）を英語風に発音した「シグサゥアー」からとったものであり（英語版の表記は“Sigsawa”となっている）、『恵一』は『キノの旅』の応募原稿を執筆中にエルメスの参考に使用していた『ああっ女神さまっ』の主人公とその妹の名前から取ったものである。
本人曰く、「"〆切"なんてこの世からなくなってしまえば良い」と思っている。

## 作風
デビュー作や雑誌に掲載する短編では現代社会を風刺するかのような寓話的な作品を多く発表する一方、少年と少女の飛行機物語といった古典的な冒険ものも得意とする。時雨沢曰く、「読者層は小学生から高校生辺りが主であるため、難しい表現はなるべく避けている」という。
著書のあとがきや作者近影に毎回何らかの凝った仕掛けをすることでも有名で、サイン会のときに1番多く言われたことが「あとがき頑張ってください」であった。『撲殺天使ドクロちゃん』の第4巻のあとがき、『バッカーノ! 1933＜下＞ THE SLASH 〜チノアメハ、ハレ〜』の「なかがき」に参加している。著者近影は"物や動物"（90式戦車等）であったが、『リリアとトレイズ』の第V巻や第VI巻、『学園キノ』第3巻では時雨沢本人の写った写真が掲載された。アニメ脚本を担当した『ソードアート・オンライン オルタナティブ ガンゲイル・オンライン』第5.5話においても、あとがきと称した短編パートを設けている。
執筆した作品について、3部作形式（もしくは「3の倍数」）で括るというこだわりを持っている。
この他、『学園キノ』では、銃火器類を実名で登場させてその説明にページを割いたり、他作品のパロディを入れたり、誤植から生まれた「雨沢恵一」（本人曰くツンデレ美少女）をあとがきに登場させたりしている。さらに、『キノの旅』の第XI巻ではあとがきの細工に加え、ページ数を割きたいという意図から電撃文庫6ページ相当の長い固有名詞を書き連ねたこともある。
これらのことから、時雨沢は「後書き作家」とも呼ばれている。
また、自身の作品の銃器が出てくるシーンのイラストでは、自身が実弾入りの拳銃を暴発させてしまった経験から、発砲するシーンを除いて引き金に手をかけた絵を描かないように要望・指導している（これは自身の作品のアニメでも同じ）。
更に、「キノの旅」XVIIでは、正規カバーの裏にもう一つのカバーをつける、といったことも行っている。
2014年、TVアニメ『ソードアート・オンラインII』にて銃器監修を担当。2018年には『ルパン三世 PART5』にて初のアニメ脚本を担当する。アニメの脚本・監修では銃器や照準器、ライフルケースなどについて脚本段階で指示を細かく書き込み、銃器監修以外にアクションシーンの絵コンテや音響の監修も務めることがある。また、時雨沢自身が持っているモデルガンなどを資料としてアニメスタッフに提供している。

## 作品リスト

### 小説
- キノの旅（2000年-、電撃文庫、既刊23巻）
  - 学園キノ（2006年-、電撃文庫、既刊7巻）
- 一つの大陸の物語シリーズ（電撃文庫）
  - アリソン（2002-2004年、全4巻）
  - リリアとトレイズ（2005年-2007年、全6巻)
  - メグとセロン（2008年-2012年、全7巻）
  - 一つの大陸の物語〜アリソンとヴィルとリリアとトレイズとメグとセロンとその他〜（2013年、全2巻）
- 撲殺天使ドクロちゃん（2006年、電撃文庫）- 共著
- 電撃コラボレーション　まい・いまじね〜しょん（2008年、電撃文庫） - 共著
- 電撃コラボレーション　MW号の悲劇（2008年、電撃文庫）- 共著
- 角川つばさ文庫版 キノの旅（2011年、角川つばさ文庫）
- 男子高校生で売れっ子ライトノベル作家をしているけれど、年下のクラスメイトで声優の女の子に首を絞められている。（2014年、電撃文庫、全3巻）
- ソードアート・オンライン オルタナティブ　ガンゲイル・オンライン（2014年-、電撃文庫、既刊12巻）
- レイの世界 ―Re:I― Another World Tour（2021年-、KADOKAWA、全3巻）

### 短編
- おはよう -Sena Saw Emiko. Sena Didn't See Emiko.-（文庫未収録（電撃hp vol.13初出）、2012年、「BOOK☆WALKER」）
- 抹殺者（文庫未収録（電撃hp vol.25初出）、2012年、「BOOK☆WALKER」）

### アンソロジー
- フラットタイヤとカップラーメン −Flat Tire and Cup Ramen-（『ゆるキャン△アンソロジーコミック　第2巻』、2022年、芳文社〈まんがタイムKRコミックス フォワードシリーズ〉）
- SAO 〜ifピトフーイが、SAO事件に巻き込まれていたら〜（『ソードアート・オンライン IF 公式小説アンソロジー』、2023年、KADOKAWA〈電撃文庫〉）
- 前略 十五の僕へ（『君に贈る15ページ』、2024年、KADOKAWA〈メディアワークス文庫〉）

### 小説系絵本
- お茶が運ばれてくるまでに〜A Book At Cafe〜（2010年、メディアワークス文庫）
- 夜が運ばれてくるまでに〜A Book in a Bed〜（2010年、メディアワークス文庫）
- 答えが運ばれてくるまでに〜A Book without Answers〜（2011年、メディアワークス文庫）

### ビジュアルノベル
- キノの旅 -the Beautiful World- －記憶の国 Their Memories（2003年）
- キノの旅 -the Beautiful World- －旅人の話 ―You―（2005年）
- キノの旅 -the Beautiful World- －わたしの国 ―own will―（2007年）

### 脚本
- ソードアート・オンライン オルタナティブ ガンゲイル・オンライン（2018年、第5.5話担当）
- ルパン三世 PART5（2018年、第19話担当）

## 出演

### テレビアニメ
- ソードアート・オンライン オルタナティブ ガンゲイル・オンライン（2018年、銃が出てくる作品ばかり書いている小説家）

### その他
- N高等学校・電撃×エンタメ授業講師（2016年 - ）[12]